# Quesnoy-sur-Airaines
Quesnoy-sur-Airaines é uma comuna francesa na região administrativa de Altos da França, no departamento de Somme. Estende-se por uma área de 16,14 km². Em 2010 a comuna tinha 439 habitantes (densidade: 27,2 hab./km²).